# Насос-мотор

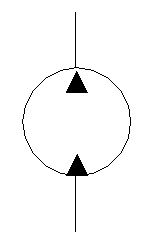
Умовна графічна познака нереверсивного насос-мотора

Насо́с-мото́р (рос. насос-мотор; англ. hydraulic pump-motor; нім. Pumpe-Motor m) — об'ємна гідромашина, призначена для роботи як у режимі об'ємного насоса, так і в режимі гідромотора.
Як насос-мотори можуть використовуватись шестеренні, аксіально-поршневі, радіально-поршневі, пластинчасті гідромашини.
Насос-мотори знайшли застосування у системах об'ємного гідропривода, зокрема, в об'ємних способах синхронізації руху.